# Maxim Jurjewitsch Sokolow

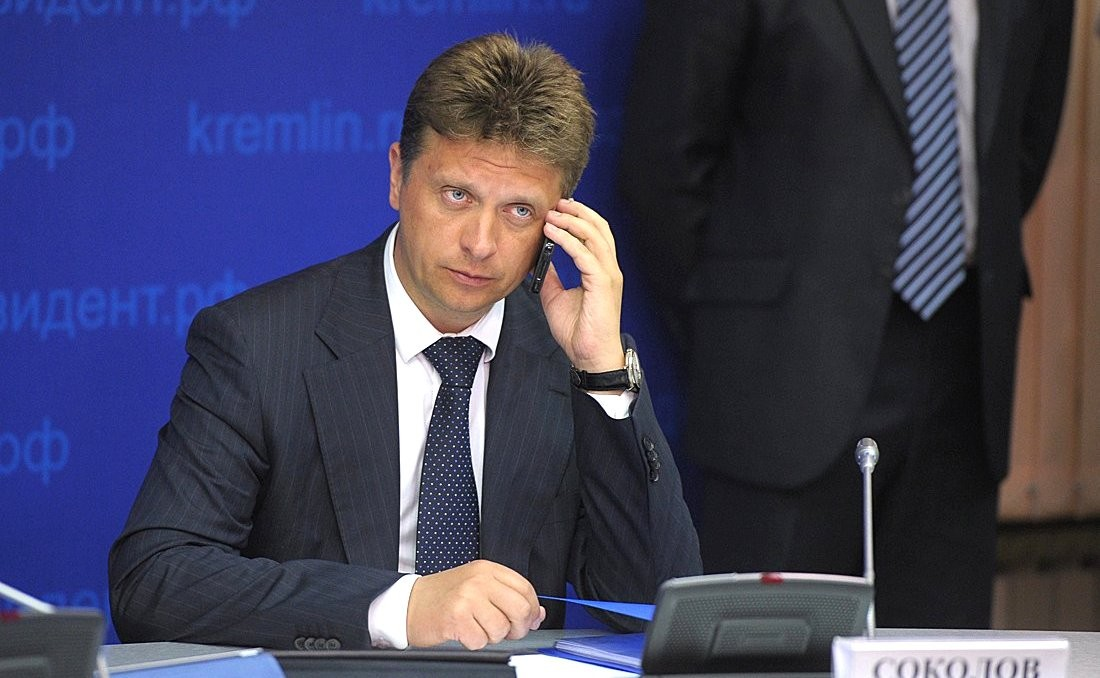
Maxim Sokolow (2012)

Maxim Jurjewitsch Sokolow (russisch Максим Юрьевич Соколов; * 29. September 1968 in Leningrad) ist ein russischer Politiker der Partei Einiges Russland.

## Leben
Sokolow studierte Wirtschaftswissenschaften an der Staatlichen Universität Sankt Petersburg. Er war als Nachfolger von Igor Jewgenjewitsch Lewitin von Mai 2012 bis 2018 Verkehrsminister in der Regierung der Russischen Föderation im Kabinett von Dmitri Anatoljewitsch Medwedew. In den Jahren 2018 bis 2019 war er zeitweise als Generaldirektor der LSR Group tätig, anschließend war er bis 2022 Vize-Gouverneur von Sankt Petersburg. Seit Mai 2022 ist er Präsident des Autoherstellers AwtoWAS.
Sokolow ist verheiratet und hat drei Kinder.